# Karel Průša (politik)
Karel Průša (8. ledna 1914 – ???) byl český a československý politik Komunistické strany Československa a poúnorový poslanec Národního shromáždění ČSR.

## Biografie
Ve volbách roku 1954 byl zvolen za KSČ do Národního shromáždění ve volebním obvodu Dačice-Moravské Budějovice. V parlamentu setrval až do konce funkčního období, tedy do voleb roku 1960. K roku 1954 se profesně uvádí jako důstojník ČSLA s hodností podplukovníka.